# おおぐま座プサイ星
おおぐま座ψ星 (おおぐまざプサイせい、ψ UMa / ψ Ursae Majoris) は、おおぐま座の恒星である。
この星は橙色の巨星である。

## 名称
中国語では、大きな樽という意味の"太尊"(Ta Tsun)と呼ばれる。この名前は、ふたご座δ星にも使われている。